# 해주만 해전
해주만 해전은 6.25 전쟁의 주요 단계에서 벌어진 소규모 해전이다.
인천 상륙 작전 며칠 전인 1950년 9월 10일, 황해의 해주만 해역에서 대한민국 해군의 경비정인 PC-703호가 조선인민군 해군의 기뢰부설함과 조우했다. 짧은 교전 끝에 북한 기뢰부설함은 승무원 전원과 함께 침몰했으며, 대한민국 해군의 인명 피해는 보고되지 않았다.
기뢰부설함 침몰 후, PC-703호는 침몰한 함정이 해주만 입구에 기뢰를 부설했음을 발견하고 해상 기뢰의 위치를 기지에 보고했다. 이틀 뒤인 9월 12일, PC-703호는 소형 수송선 3척을 조우하여 침몰시켰다. 이 3척의 보급선은 대부분 비무장이었을 것으로 추정된다.

## 같이 보기
- 서해교전